# Zoutziederij

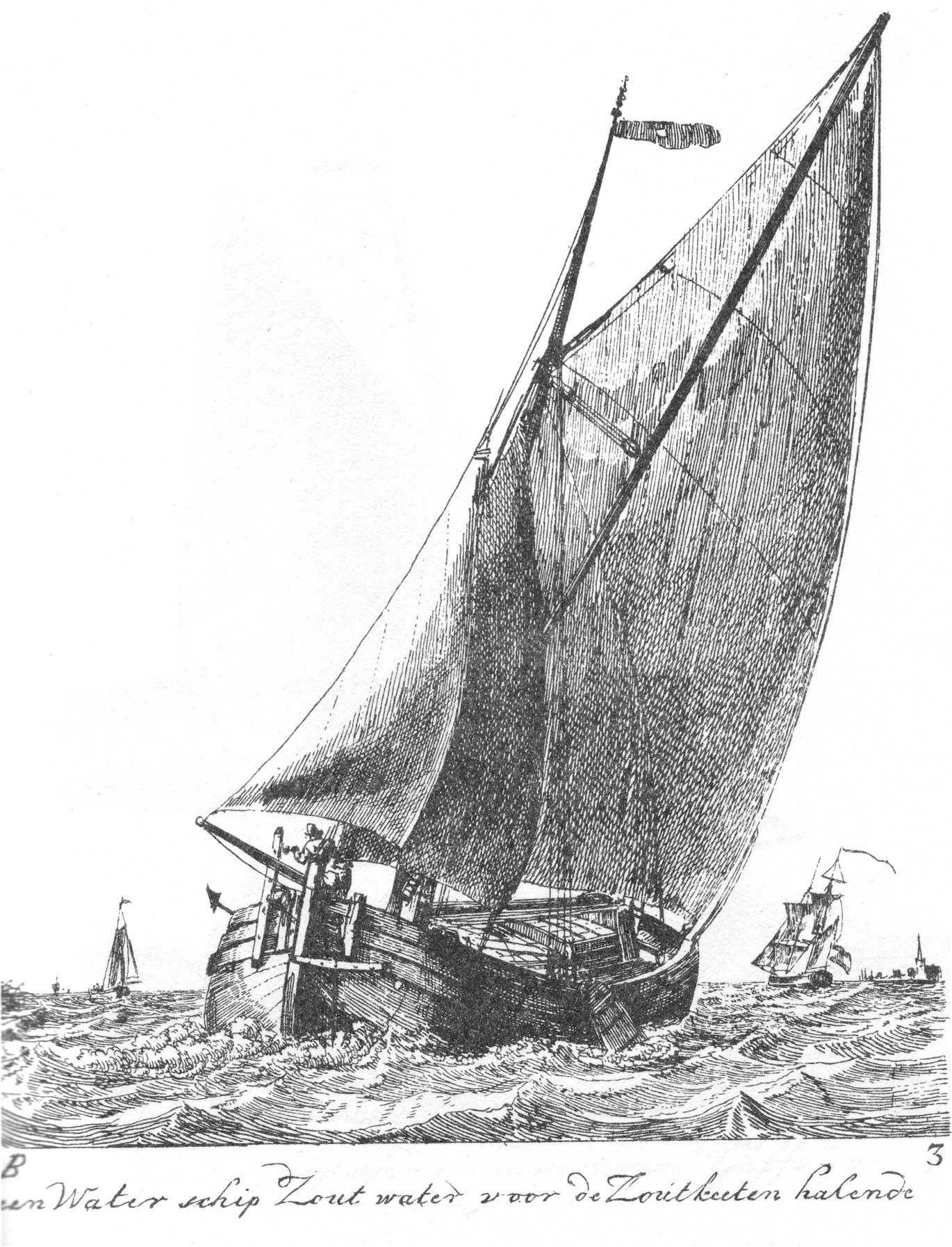
Zoutwaterschip

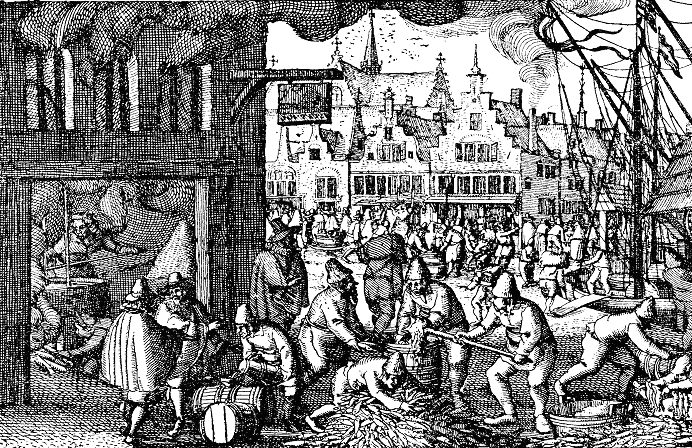
Het zoutzieden en haringpakken aan de Haringpakkerij (nu Prins Hendrikkade), Amsterdam, begin 17e eeuw.

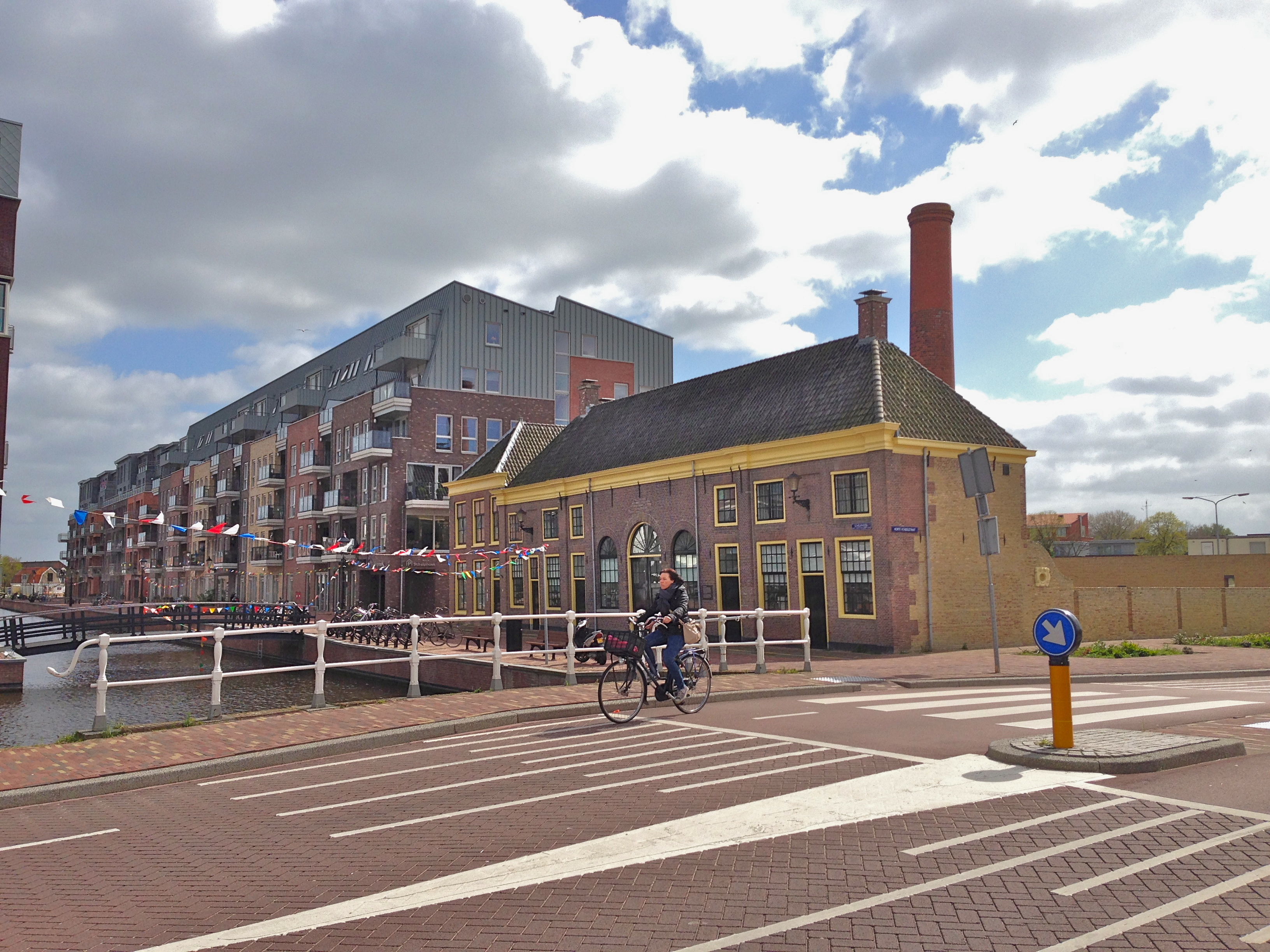
De voormalige zoutziederij De Eendragt in Alkmaar

Een zoutziederij (zieden is koken in het Germaans) of zoutkeet is een werkplaats voorzien van een kookinrichting om een geconcentreerde zoutoplossing in te dampen en het zout, bij wijze van productie- en raffinagetechniek, te laten kristalliseren. Zout was (en is nog steeds) een essentieel product voor het conserveren en vervoeren van vis. De zoutziederijen kwamen op nadat de moernering in de 16e eeuw werd verboden wegens het gevaar ervan voor de kustverdediging.
Zoutzieders werden door zoutwaterschepen bevoorraad met zeewater om daarin te raffineren ruw zout te koken of er zouthoudende as van gedroogde en verbrande zilte veenaarde mee uit te logen.
De zoutziederijen bevonden zich in de vroege Middeleeuwen binnen de stadsmuren. Ze waren dikwijls de oorzaak van grote stadsbranden; daarom werden de werkplaatsen later buiten de stad gebouwd.

## Zoutketen in Nederland
In Zeeland waren er zoutketen van Arnemuiden tot Zierikzee. In Amsterdam waren in de 17e en 18e eeuw aan beide zijden van de Zoutkeetsgracht zoutketen aanwezig.
In Noord-Holland bestaat in Alkmaar nog het achttiende-eeuwse gebouw van Zoutziederij De Eendracht, aan de Schelphoek.  In Enkhuizen werd buiten de stad, aan de zuidwestkant, zout geraffineerd dat als ruw zout van overzee werd aangevoerd, bijvoorbeeld uit Portugal (Setúbal). De zuidelijke stadspoort werd daarom Ketenpoort genoemd (de huidige Drommedaris). In Muiden was Bouvy Zout gevestigd, dit bedrijf was tot 1 januari 1969 actief. Het was de laatste onafhankelijke zoutzieder in Nederland tot het bedrijf werd overgenomen door Koninklijke Zout Organon. De fabriek is gesloopt en op de plaats zijn huizen gebouwd. Dit deel van Muiden staat nog bekend als de Bouvywijk.
Ook in Rotterdam aan de Oppert waren in de zestiende eeuw vier zoutzieders gevestigd. Waar zeevaart was, daar waren zoutzieders. In Oegstgeest kwam medio 19e eeuw een zoutziederij aan het toen juist gereedgekomen Oegstgeesterkanaal. Nu herinnert daar de Zoutkeetlaan aan dit verleden. Ook in Zwijndrecht waren zoutzieders actief, zoals in het bedrijf van Jacob van Wageningen. De eerste vermelding is daar uit 1571, de laatste beëindigde het bedrijf in 1957.

## Zoutziederij buiten de Benelux
Met name in Duitsland zijn op veel plekken de geologische omstandigheden zodanig, dat zich in de bodem keukenzout bevattende aardlagen bevinden. Komen deze in contact met onderaards water, dan kunnen minerale bronnen ontstaan. Plaatsen als Werl ten oosten van het Ruhrgebied, Salzgitter en Lüneburg bestonden, soms al sedert de 10e eeuw, van de zoutwinning in zoutziederijen. In Werl vormde het rijk en machtig geworden gilde der zoutzieders op den duur zelfs een elitegroepering. De titel Erbsälzer zu Werl, erfelijk zoutzieder te Werl, wordt in Duitsland officieel sedert 1708 als adellijke titel erkend. Vanaf de tweede helft van de 18e eeuw werd in een aantal plaatsen de toepassing van zout in het kuurbedrijf lonender dan de zoutwinning in de zoutziederij, en er ontwikkelden zich kuuroorden, zoals Bad Salzuflen, Bad Kreuznach en Bad Oeynhausen.